# تراموا برن
تراموا برن (آلمانی: Berner Strassenbahn-Netz) سیستم تراموا در شهر برن، سوئیس است.
این تراموا که در سال ۱۸۹۰ تأسیس شده دارای ۵ خط، ۷۱ ایستگاه و ۳۳٫۴ کیلومتر طول می‌باشد.

## نگارخانه

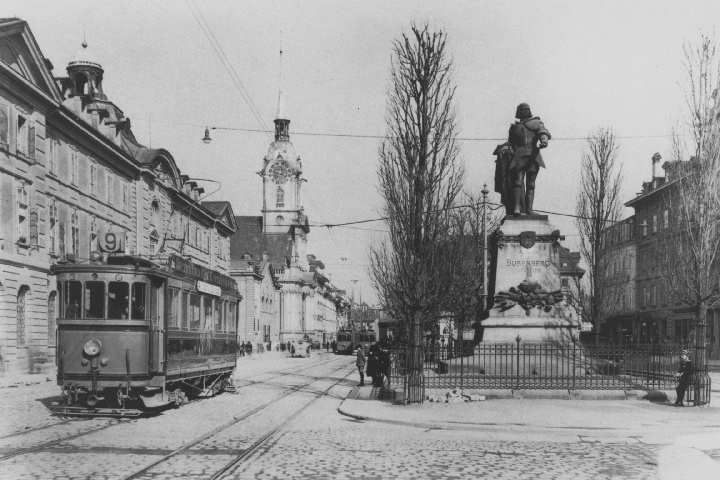
۱۹۱۵
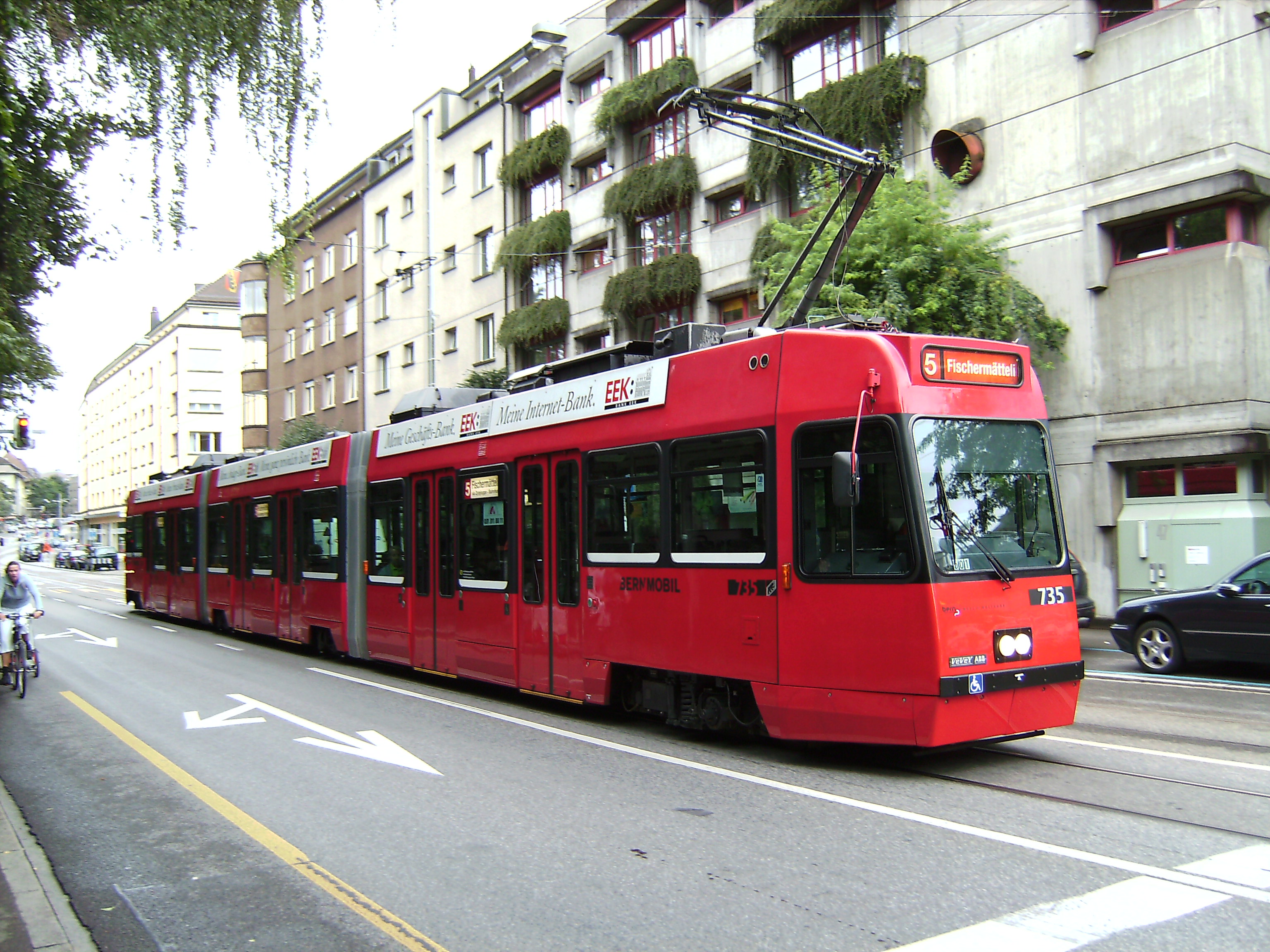
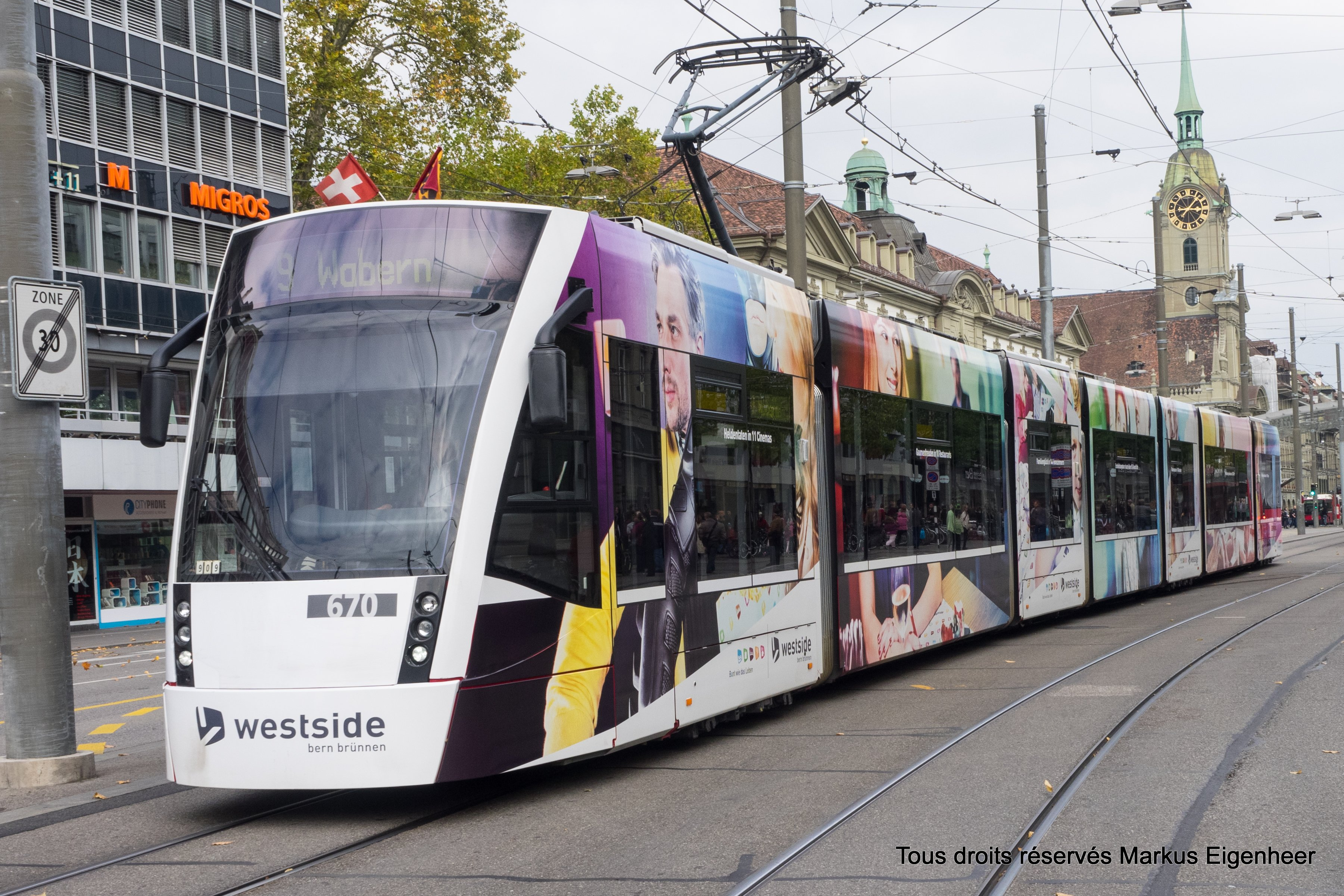
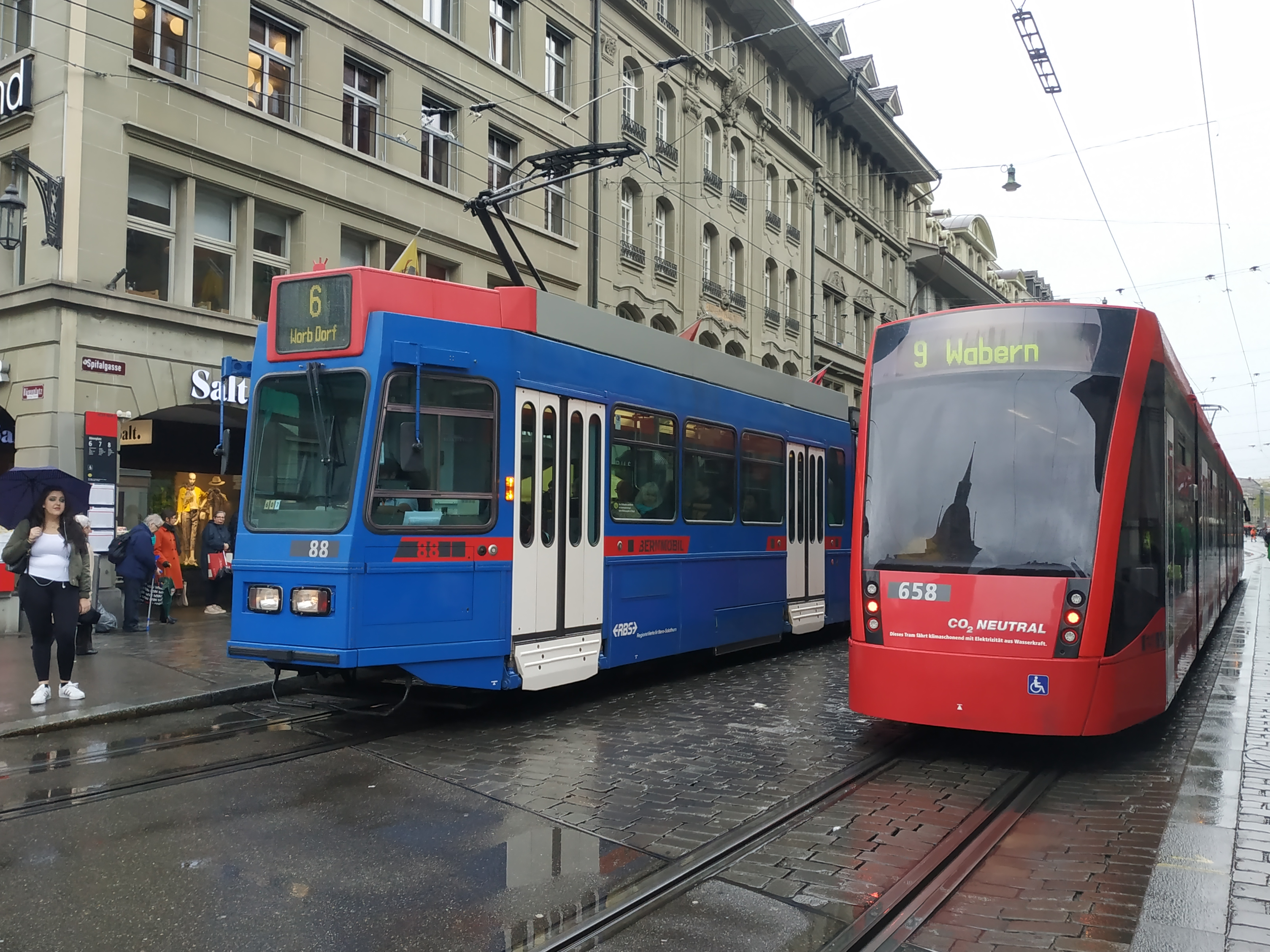